# Formativ
Formativ ist ein Begriff der Sprachwissenschaft (Linguistik), der die Grundeinheit der Grammatik bezeichnet, aus der Sätze aufgebaut sind, nämlich Wörter oder die Teile komplexer Wörter. Der Terminus wird in der Sprachwissenschaft uneinheitlich verwendet. 

## Bedeutungen
Was genau unter Formativ zu verstehen ist, lässt sich vor allem in drei teilweise sich überschneidenden Bedeutungen angeben; der Terminus steht:
- für den wahrnehmbaren Teil der Morpheme, der kleinsten bedeutungstragenden Bestandteile der Sprache, die entweder einfache, nicht weiter analysierbare Wörter sind oder Teile komplexer Wörter; Formative sind in diesem Sinne die Lautfolgen (oder Buchstabenfolgen), die ein Morphem hörbar oder lesbar machen. Das Formativ des Wortes „schnell“ wäre dann also entweder die Lautfolge [ʃnɛl] oder die Buchstabenfolge <schnell>. Dieser Begriff von Formativ geht auf Leonard Bloomfield (1926) zurück.[1] In diesem Sinne entspricht Formativ den Begriffen Bezeichnendes, Signifiant, Signifikant, Zeichenkörper.
- in der frühen Generativen Transformationsgrammatik für abstrakte syntaktische Einheiten, die bei der Erzeugung der Sätze durch das Regelsystem die sogenannte „Endkette“ („terminal string“) bilden, in die durch Lexikonregeln grammatische (grammatische Formative) und lexikalische Einheiten (lexikalische Formative) eingesetzt werden. Für einen Satz wie „Die Sonne scheint oft“ bestünde die Endkette aus den Formativen Det + N + V + Adv. Dabei wäre das Formativ „Det“ (= Artikel) „möglicherweise“[2] als grammatisches Formativ, die anderen (N = Substantiv, V = Verb, Adv = Adverb) als lexikalische Formative zu klassifizieren.[3]
- in der Wortbildung für die Wortbildungsmorpheme, die Affixe und Infixe.[4] Entsprechend ist bei Fleischer & Barz von Formativstruktur die Rede, wenn es um die Wortbildungsstruktur komplexer Wörter geht.[5]

Es geht also in allen drei Fällen um Morpheme oder Lexeme, entweder als ganzheitliche Zeichen (= sprachliche Einheit, bestehend aus einer wahrnehmbaren Laut- oder Buchstabenfolge oder auch andersartigen wahrnehmbaren Einheiten) und einer Bedeutung oder auch nur um den Teil dieser Zeichen, der wahrnehmbar ist.

## Arten
Es gibt verschiedene Arten von Formativen:
grammatische Formative
lexikalische Formative
neoklassische FormativeDies sind Wortelemente, die im Deutschen nicht alleine stehen können. Sie werden in der Regel aus dem Griechischen oder Lateinischen nach bestimmten Regeln gebildet und werden mit anderen neoklassischen Formativen oder Wörtern zusammengefügt, die meist fachsprachliche Ausdrücke sind.